# Лепча (мова)
Лепча — сино-тибетська мова, якою розмовляють представники народу Лепча, що мешкають переважно на території індійського штату Сіккім. Загальна кількість носіїв варіює від 38 до 50 тисяч.
Для мови лепча було розроблене письмо лепча (також відоме як ронг), це абугіда, що походить від тибетського письма. На тепер ця система писемності практично не використовується. Напрямок письма свого часу змінився з вертикального на горизонтальне (зліва направо), внаслідок чого виник специфічний для цього письма набір кінцевих приголосних, а також характерні діакритичні знаки.